# Aumerval
Aumerval település Franciaországban, Pas-de-Calais megyében. Lakosainak száma 194 fő (2022. január 1.). Aumerval Amettes, Pernes, Sachin, Bailleul-lès-Pernes, Ferfay és Floringhem községekkel határos.

## Népesség
A település népességének változása:
| Lakosok száma | 200  | 195  | 203  | 198  | 200  | 199  | 201  | 200  | 194  |
|               | 2013 | 2015 | 2016 | 2017 | 2018 | 2019 | 2020 | 2021 | 2022 |